# Eremurus dolichomischus
Eremurus dolichomischus är en grästrädsväxtart som beskrevs av Aleksei Ivanovich Vvedensky och Per Erland Berg Wendelbo. Eremurus dolichomischus ingår i släktet Eremurus och familjen grästrädsväxter. Inga underarter finns listade i Catalogue of Life.